# Brańszczyk (village)
Pour les articles homonymes, voir Brańszczyk.

Brańszczyk  (prononciation : [ˈbraɲʂt͡ʂɨk]) est un village polonais de la gmina de Brańszczyk dans le powiat de Wyszków de la voïvodie de Mazovie dans le centre-est de la Pologne.
Il est le siège administratif de la gmina appelée gmina de Brańszczyk.
Il se situe à environ 11 kilomètres au nord-est de Wyszków (siège du powiat) et à 62 kilomètres au nord-est de Varsovie (capitale de la Pologne).
Le village possède une population de 1 126 habitants en 2011.

## Histoire
De 1975 à 1998, il faisait partie du territoire de la Voïvodie d'Ostrołęka